# Vasil Stus
Vasil Seménovich Stus, en ucraniano: Васи́ль Семе́нович Стус, (6 de enero de 1938, Rajnivka, RSS de Ucrania - 4 de septiembre de 1985, Perm-36, Kuchino, RSFS de Rusia) fue un poeta, traductor, crítico literario, periodista ucraniano y miembro activo del movimiento disidente ucraniano.
Por sus convicciones políticas, sus obras fueron prohibidas por el régimen soviético y pasó 13 años detenido hasta su muerte en Perm-36 —entonces un campo de trabajos forzados soviético para prisioneros políticos, posteriormente Museo de Historia de la Represión Política— después de haber declarado una huelga de hambre el 4 de septiembre de 1985. El 26 de noviembre de 2005, el presidente ucraniano Viktor Yushchenko le otorgó a título póstumo el más alto título nacional: Héroe de Ucrania. Stus es ampliamente considerado como uno de los poetas más destacados de Ucrania.

## Biografía
Vasil Stus nació el 6 de enero de 1938, en una familia campesina en el pueblo de Rajnivka, en el raión de Haisin, óblast de Vínnitsa (Ucrania moderna), en la RSS de Ucrania. Al año siguiente, sus padres Semen Demianovich e Irina Yakivna se mudaron a la ciudad de Stalino (ahora Donetsk). Sus hijos se unieron a ellos un año después. Vasil se encontró por primera vez con el idioma y la poesía ucranianos gracias a su madre, que le cantaba canciones populares ucranianas.
Después de la escuela secundaria, Vasil Stus ingresó en el Departamento de Historia y Literatura del Instituto Pedagógico de Stalino (actualmente Universidad de Donetsk). En 1959 se graduó del Instituto con honores. Después de graduarse, Stus trabajó brevemente como profesor de secundaria de lengua y literatura ucraniana en la aldea de Tauzhnia del óblast de Kirovogrado, y luego fue reclutado por el ejército soviético durante dos años. Mientras estudiaba en la universidad y durante su servicio militar en los Urales, comenzó a escribir poesía y tradujo al ucraniano más de cien versos de Johann Wolfgang von Goethe y Rainer Maria Rilke. Las copias originales de sus traducciones fueron posteriormente confiscadas por la KGB y se perdieron.
Después de su servicio militar, Stus trabajó como editor del periódico Sotsialistichni Donbas [Donbas socialista] entre 1960 y 1963. En 1963, ingresó en un programa de doctorado en el Instituto de Literatura Shevchenko de la Academia de Ciencias de Ucrania en Kiev. Al mismo tiempo que publicó su poesía seleccionada.
En 1965 Stus se casó con Valentina Popeliuj; su hijo, Dmitro, nació en 1966.
El 4 de septiembre de 1965, durante el estreno de la película La sombra de nuestros antepasados olvidados de Serguéi Paradzhánov en el cine Ukraina de Kiev, Vasyl Stus participó en una protesta contra los arrestos de la intelectualidad ucraniana. Como resultado, fue expulsado del Instituto el 30 de septiembre y luego perdió su trabajo en el Archivo Histórico del Estado. Después de eso, trabajó en la construcción, como bombero e ingeniero, continuando con su intensa escritura de poesía. En 1965, envió su primer libro, Circulación [Круговерть], a un editor, pero fue rechazado debido a su discrepancia con la ideología y el estilo artístico soviéticos. Su siguiente libro de poesía, Árboles de invierno [Зимові дерева], también fue rechazado, a pesar de las críticas positivas del poeta Iván Drach y el crítico Eugen Adelgezhm. En 1970 el libro fue publicado en Bélgica.
El 12 de enero de 1972, Stus fue arrestado por «agitación y propaganda antisoviética». Cumplió una sentencia de cinco años en un campo de trabajo y dos años de exilio en el óblast de Magadan.

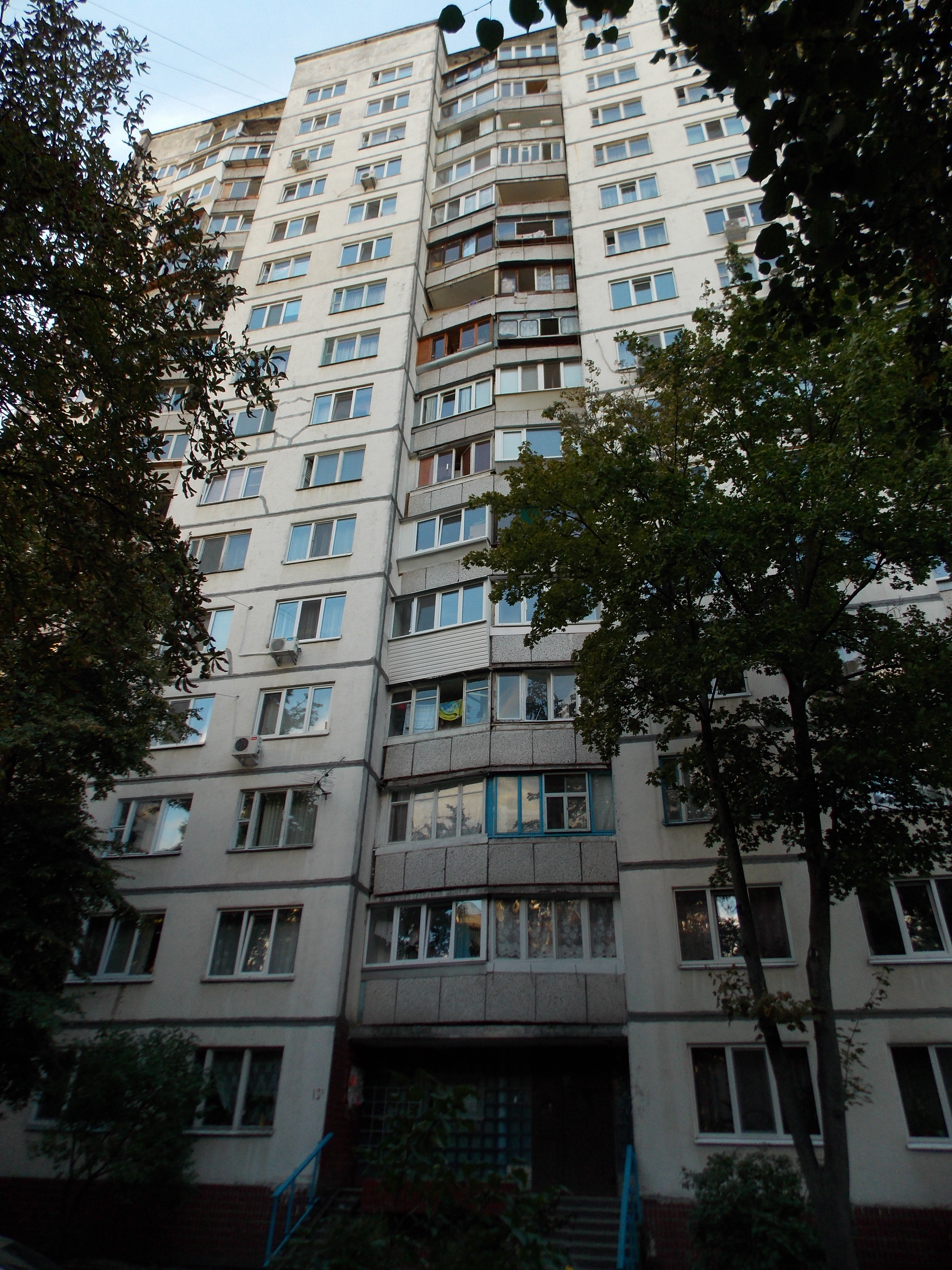
La casa en la calle Chernobylska, Kiev, donde vivió Stus entre 1979-1980

En agosto de 1979, habiendo cumplido su condena, regresó a Kiev y trabajó en una fundición. Se pronunció en defensa de los miembros del Grupo Helsinki de Ucrania (GHU). Stus mismo se unió a la GUH en octubre de 1979.

En Kiev me enteré de que personas cercanas al Grupo Helsinki estaban siendo reprimidas de la manera más flagrante. Esto al menos había sido el caso en los juicios de Ovsiyenko, Horbal, Litvin, y pronto tratarían de manera similar con Chornovil y Rozumni. No quería ese tipo de Kiev. Al ver que el Grupo se había quedado sin timón, me uní a él porque no podía hacer otra cosa [...] Cuando me quitan la vida, no tuve necesidad de migajas lamentables. Psicológicamente entendí que las puertas de la prisión ya se habían abierto para mí y que cualquier día de estos se cerrarían detrás de mí, y se cerrarían por mucho tiempo. Pero, ¿qué se suponía que debía hacer? Los ucranianos no pudieron salir del país, y de todos modos no tenía muchas ganas de ir más allá de esas fronteras ya que entonces, ¿quién, aquí, en la Gran Ucrania, se convertiría en la voz de la indignación y la protesta? Este era mi destino y tú no eliges tu destino. Lo aceptas, cualquiera que sea ese destino. Y cuando no lo aceptas, te toma a la fuerza [...] Sin embargo, no tenía intención de agachar la cabeza, pasara lo que pasara. Detrás de mí estaba Ucrania, mi pueblo oprimido, cuyo honor tenía que defender o perecer
Vasil Stus, Z tabornoho zoshyta [Del cuaderno del campamento], 1983

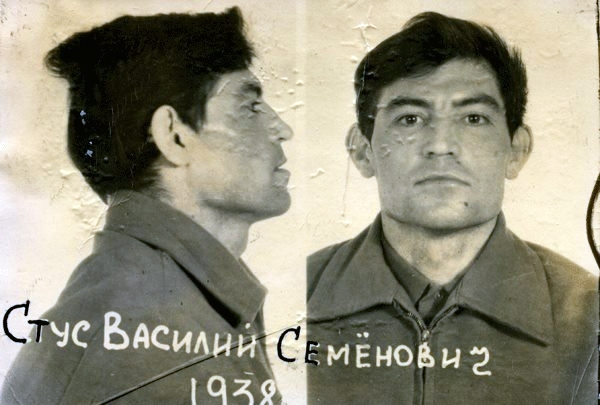
Foto de la KGB de Stus, 1980

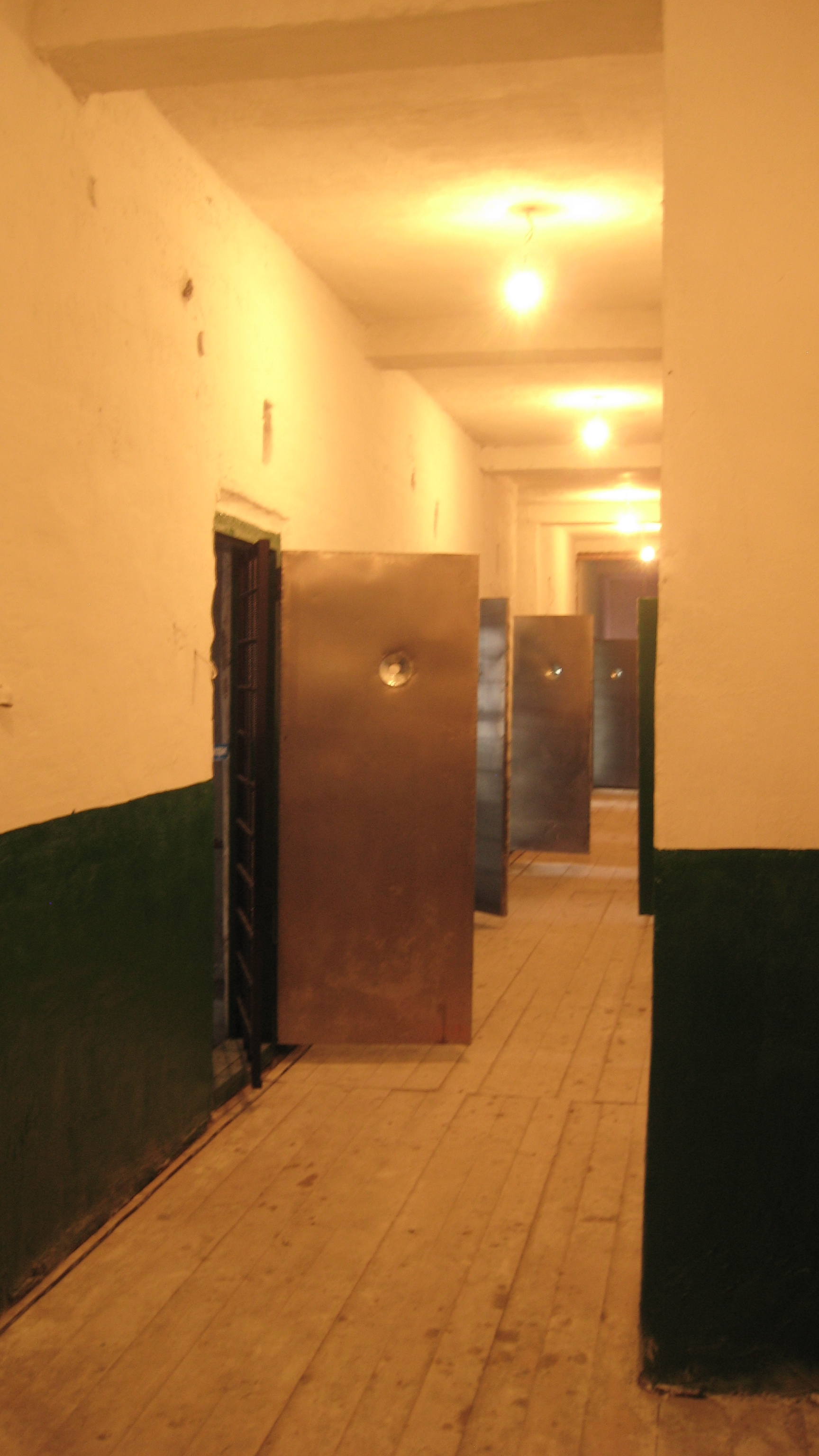
La celda de la prisión en Perm-36 donde Stus murió, el 4 de septiembre de 1985

El 14 de mayo de 1980, antes de los Juegos Olímpicos de 1980 en Moscú, fue arrestado y recibió una sentencia de 10 años por «actividad antisoviética». El que sería posteriormente influyente (en la política ucraniana) Víktor Medvedchuk defendió a Stus durante este juicio en 1980. En el discurso de clausura de la defensa, Medvedchuk afirmó que todos los crímenes de Stus merecían castigo; sin embargo, también le dijo al tribunal que el imputado cumplía con su norma diaria en la fábrica donde trabajaba en ese momento, a pesar de tener serios problemas estomacales. Las solicitudes de Stus de conseguir otro defensor público fueron desestimadas por el tribunal. En una entrevista de 2018 con The Independent el disidente Yevhen Sverstyuk también recordó: «Cuando Stus se reunió con su abogado designado, inmediatamente sintió que Medvedchuk era un hombre del tipo Komsomol-agresivo, que no lo protegía, no quería entenderlo y, de hecho, no estaba interesado en su caso». Medvedchuk afirmó que no podría haber actuado de otra manera: «Stus denunció al gobierno soviético y no lo consideró legítimo. Cada uno decide su propio destino. Stus admitió que agitó contra el gobierno soviético. Fue declarado culpable por las leyes de la época. Cuando las leyes cambiaron, el caso se abandonó. Desafortunadamente, falleció».
Vasil Stus falleció después de declararse en huelga de hambre el 4 de septiembre de 1985 en un campo de trabajos forzados soviético para presos políticos, Perm-36, cerca del pueblo de Kuchino, en el óblast de Perm, RSFS de Rusia, donde había sido trasladado en noviembre de 1980. Danilo Shumuk informó que el comandante, el mayor Zhuravkov, se suicidó después de la muerte de Stus. En el campo de Kuchino, de los 56 reclusos recluidos allí entre 1980 y 1987, ocho murieron, incluidos cuatro miembros del Grupo Helsinki de Ucrania.
En agosto de 1990, la Corte Suprema de la Unión Soviética anuló el veredicto de Stus y el caso se cerró por falta de pruebas. 

## Legado
Stus sigue siendo muy apreciado entre los intelectuales ucranianos.
En 1985, un comité internacional de académicos, escritores y poetas nominó a Stus para el Premio Nobel de Literatura de 1986, pero Stus falleció antes de que se materializara la nominación.
El 19 de noviembre de 1989, los restos de Vasil Stus, Oleksa Tiji y Yuri Litvin fueron devueltos a Kiev y enterrados de nuevo en el cementerio de Baikove, en una ceremonia a la que asistieron más de 30 000 personas.
En enero de 1989 se otorgaron los primeros premios Vasil Stus no gubernamentales por el «talento y coraje». Este premio fue creado por la Asociación Ucraniana de la Inteligencia Creativa Independiente y se otorga cada año en la fecha de nacimiento del poeta en Leópolis. En 1993 Stus recibió póstumamente el Premio Estatal de Literatura Tarás Shevchenko.
El 8 de enero de 2008, el Banco Nacional de Ucrania emitió una moneda conmemorativa dedicada a Vasil Stus y el 25 de enero de 2008 Ukrposhta emitió un sello en su memoria.
En diciembre de 2008, un grupo de antiguos y actuales alumnos de la Universidad Nacional de Donetsk envió un llamamiento al ministro de Educación, Iván Vakarchuk, solicitando que la universidad llevara el nombre de uno de sus alumnos, Vasil Stus. El ministro apoyó la iniciativa y se acercó al rector de la universidad con una solicitud para discutir el tema entre el personal y en el consejo académico. El 17 de febrero de 2009, 62 de los 63 miembros del consejo académico de la universidad votaron en contra de cambiar el nombre de la universidad a Vasil Stus o Volodomir Degtyaryov, 63 votaron por no cambiar el nombre del instituto. El 13 de febrero de 2009 los representantes de los estudiantes de la universidad votaron de la misma manera. La Universidad Nacional de Donetsk, reubicada en Vínnitsa debido a la Guerra en el Donbass, finalmente pasó a llamarse Stus el 10 de junio de 2016. El nuevo nombre fue aprobado por 75 votos de 105 del consejo académico de la universidad. Después de que fuera tomado por los rebeldes prorrusos durante la guerra en Donbas, el edificio de la universidad en Donetsk retiró la placa conmemorativa de Stus en 2015.
Docenas de calles en toda Ucrania llevan el nombre de Vasil Stus y se votó en una encuesta realizada durante la invasión rusa de Ucrania en 2022 para cambiar el nombre de la estación de metro de Kiev, Ploshcha Lva Tolstoho.
El segundo juicio de Vasil Stus se discutió en el programa The Rachel Maddow Show en mayo de 2017.
En octubre de 2020 un tribunal ucraniano prohibió la distribución del libro de Vajtang Kipiani, El caso de Vasyl Stus, tras una denuncia de Viktor Medvedchuk. Medvedchuk fue el abogado de Stus designado por el tribunal. En marzo de 2021, el Tribunal de Apelación de Kiev revocó la decisión del tribunal de primera instancia de prohibir la publicación y satisfizo casi por completo la demanda de la editorial Vivat y del autor del libro, Vajtang Kipiani. También se levantó la prohibición del tribunal de primera instancia sobre la distribución del libro y el uso del nombre de Medvedchuk. La editorial anunció su disposición a imprimir una nueva edición del libro. Medvedchuk fue multado con 140 000 hryvnias como compensación por los costos de la editorial por el manejo del caso. Medvedchuk no apeló esta decisión judicial dentro del plazo prescrito y, por lo tanto, se considera definitiva y entró en vigor.
| |
| Monumento en la plaza Stus trazado en la antigua calle Peremoga, n.º 119, donde se encontraba la casa donde vivió Stus desde 1965 hasta 1972. |

|                                                                                |
| Moneda conmemorativa emitida por el Banco Nacional de Ucrania en honor a Stus. |

|                                                                    |
| Sello conmemorativo «70 Aniversario del Nacimiento de Vasil Stus». |

## Premios
- Premio Antonovich (1982)